# Eduard Brenner (Anglist)
Johann Wilhelm Eduard Brenner (geboren 4. Oktober 1888 in München; gestorben 16. Januar 1970 in Oberaudorf) war ein deutscher Anglist und Hochschullehrer. Er amtierte von 1951 bis 1954 als Staatssekretär im bayerischen Kultusministerium im Kabinett Ehard III. Er war von 1955 bis 1958 Vorsitzender des Bund Naturschutz in Bayern.

## Biografie
Eduard Brenner studierte nach dem Schulbesuch an den Universitäten München und Würzburg von 1907 bis 1912 und wurde in Würzburg bei Otto Luitpold Jiriczek promoviert. Nach einem kurzen Auslandsaufenthalt in England wurde er Soldat im Ersten Weltkrieg. Er lehrte danach  als Dozent an der Hochschule für Wirtschafts- und Sozialwissenschaften Nürnberg. Er übernahm 1926 die Leitung der Nürnberger Volkshochschule und erhielt eine Professur für Anglistik an der Hochschule für Wirtschaft und Sozialwissenschaften. Als Folge der Machtergreifung der Nationalsozialisten wurde er 1933 entlassen. Nach dem Ende des Zweiten Weltkriegs war er von 1945 bis 1955 ordentlicher Professor für Anglistik und Amerikanistik, amtierte bis 1948 als Rektor der Nürnberger Hochschule für Wirtschaft und Sozialwissenschaften und gleichzeitig von 1946 bis 1948 der Universität Erlangen.

## Politik
Brenner war zunächst Mitglied der SPD und gehörte dem Stadtrat von Nürnberg an. Von 1951 bis 1954 amtierte er als Staatssekretär im bayerischen Staatsministerium für Unterricht und Kultus. Später schloss er sich der DFU an, als deren bayerischer Spitzenkandidat er erfolglos bei der Bundestagswahl 1961 kandidierte. Brenner leitete den Oberaudorfer Kreis von Hochschullehrern, die der GEW und SPD nahestanden, von 1950 bis 1959. Ihn löste Eugen Fink ab.
Nach dem Tod von Hans Walter Frickhinger war Brenner von 1955 bis 1958 Vorsitzender des Bund Naturschutz in Bayern. Brenner kostete seine kompromissbereite Haltung im Konflikt um den Lechausbau 1958 das Amt des BN-Vorsitzenden.